# 龍福寺 (岐阜県富加町)
龍福寺（りょうふくじ）は、岐阜県加茂郡富加町加治田にある臨済宗妙心寺派の寺院。山号は臨済山。

## 歴史
弘治3年(1557年)、加治田城主佐藤紀伊守の母の徳林妙福大姉が、草庵を開創したのが始まりである。
佐藤紀伊守は織田信長の中濃攻略戦の際に協力したが、加治田城主は信長の命により斎藤信五に変わった。佐藤紀伊守は伊深村に隠居して仏門に入った。
永禄10年(1567年)、佐藤紀伊守は草庵を拡張して寺領を寄進し、伊深佐藤氏の菩提寺として龍福寺を建立し、天猷玄晃を招いて創建開山としたが、天猷玄晃は師の蘭畹玄秀を請じて勧請開山とした。
隠居後の佐藤紀伊守は「三省」と称し、もっぱら龍福寺のために尽くし、様々な配慮を行った。龍福寺には、佐藤紀伊守が寺の領地を定めた自筆の文書が残っており、寺領の範囲は「東は烏帽子岩、西は郷ヶ洞、南は門前龍沢屋敷共町うら、北は山の嶺通り」と今も残っている地名も境として出ている。
そして「もし異議を唱えるものがあれば申し出て下さい、厳しく注意します」と付け加えられており、この文書の裏にはその当時の加治田城主であった斎藤新五の証判が押されており、将来に間違いが無いようにという紀伊守の配慮がうかがえる。
龍福寺開山の天猷玄晃に帰依していた池田恒興は、父の池田恒利は織田信秀に仕え、母は信長の乳母をしていた。
天正10年（1582年）織田信長が本能寺の変で明智光秀の謀反により自害した後、織田家の重臣たちは後継者争いに端を発して徳川家康方と豊臣秀吉方とに分かれた。
秀吉方に属した美濃大垣城主の池田恒興・長男之助・次男輝政・娘婿の森長可は、天正12年（1584年）長久手の戦いで激戦の末、池田恒興・之助・森長可は戦死した。
戦の直後に日比野美濃守が率いる加治田衆の軍勢が恒興父子と重臣の10遺体を引き取り、龍福寺で葬儀を行った後に、大山の齢峰寺に埋葬したと言い伝えられている。齢峰寺には池田恒興、之助父子の無縫塔2基があり。岐阜県指定重要文化財となっている。
また池田恒興の遺品として犬山城から貰い受けた「鞍、鐙、轡、槍」が龍福寺に保存されている。
蘭畹玄秀は武儀郡関村の村山氏の出で、伊勢の延福寺から龍福寺に移ったのであるが、龍福寺の環境を愛して龍福寺十境を選んだ。天正6年(1582年)、67歳にて寂した。
元和元年(1615年)、二世の夬雲玄孚は、苗木藩主の遠山友政に請われて苗木遠山氏の菩提寺であった雲林寺を開山した。
三世の陽南玄忠は、早朝に裏庭に立っていると狐が現れて裾を咥えて隅に移動させた。その直後に烏帽岩の山から大岩が転落してきて危うく難を免れたとの伝説がある。その後、裏山に稲荷を祀り、旧二月の初午の日に餅を投げて祭りを行うことが続いた。寛永18年(1641年)9月18日に寂した。
四世の一秀玄廣は、雲林寺を中興開山し、後に大本山の妙心寺に輪住したこともあった。寛文4年(1664年)3月16日に雲林寺にて寂した。
寛文13年(1673年)、七世の蘭亭恵春は、本堂の改築に尽くしたことが棟札に記されている。また正眼寺の大檀那であった佐藤吉次の葬儀の導師を務めその画像に讃をした。元禄16年(1703年)5月12日に寂した。
宝永3年(1706年)、八世の江雪祖瑞は、本堂を改築し現在に至っている。
寛政12年(1800年)、十三世の大衍良和は、山門を建立。享和年間には、開山堂と位牌堂。文化7年(1810年)には庫裡。文化12年(1815年)には、玄関と書院を完成させて、文化13年(1816年)3月13日に寂した。
十四世の萬寧玄彙は、棠林宗寿を龍福寺に招いて開堂。この時に修行中の雪潭紹璞が、山門の楼上で開悟したことで知られる。万延元年(1860年)4月17日に寂した。
明治31年(1898年)、十九世の蓮邦宗郁は、土蔵と鐘楼を建設した。昭和2年(1927年)1月31日に寂した。
昭和53年(1978年)9月24日、二十一世の泰学周仁は、開基の佐藤紀伊守・開山の蘭畹玄秀の四百年法要を執行し、寺史を発行した。

## 龍福寺十境
- 五老峯　　裏の連峯で梨割山の海抜278.2mを主峯とする雄大な趣がある山容。
- 烏帽岩　　寺の東にある小山で、その頂上には奇岩が重なり松を添えて景色が良い。
- 霊亀山　　寺の西にある小山で、現在は幽雅山と呼ばれている形の良い松山。
- 東海石　　裏庭の山際にある巨石。
- 石上松　　かつて片町地区の川浦川の南端の石上に茂っていた「とどろきの松」。伊勢湾台風で倒伏した。
- 石牛洞　　裏庭の奥山にある洞穴。
- 虎嘯室　　住職の居室。
- 却敵城　　佐藤紀伊守の城、山上の砦と麓の館との総称。現在は古城山と呼ばれている。
- 村田楽　　伊和神社に伝わる古典芸能の「田の神祭り」のこと。当時は盛んに行われていた。
- 山市嵐　　裏山一帯の松に吹く風の音。

## 文化財
岐阜県指定重要文化財
- 雲鈑[2]

富加町指定重要文化財
- 佐藤紀伊守肖像画[3]
- 鞍、鐙、轡、槍（池田恒興遺品）[3]
- 白隠禅師筆達麿[4]
- 白隠禅師書跡
- 釈迦十六善神図
- 釈迦三尊